# Volkswagen ID.6
Volkswagen ID.6 — электромобиль от Volkswagen, базирующийся на платформе Volkswagen Group MEB, в настоящее время продающийся только в Китае.
Был представлен публике в апреле 2021 года на Шанхайском международном автосалоне. Начало продаж на китайском рынке состоялось летом 2021 года..

## Описание модели
Volkswagen ID.6 как и его меньший собрат Volkswagen ID.4 предлагается в двух вариантах: 
ID.6 Crozz (по внешним габаритам схож с Volkswagen Touareg; запас хода 565 км), производящийся на заводе FAW-Volkswagen в Фошане и 
немного более короткий ID.6 X  — на заводе SAIC Volkswagen в Аньтине, в предместье Шанхая. 

Это — наиболее крупный SUV, производящийся на платформе MEB, кроме того он обладает третьим рядом сидений.
В 2022 году в Китае начнётся производство Audi Q5 e-tron — пандана Volkswagen ID.6.

## Производство
За первый год производства (2021) было выпущенно 20 461 Volkswagen ID.6
.

## Технические характеристики
|                                          | ID.6 Crozz                     | ID.6 Crozz                     | ID.6 Crozz                     | ID.6 X                         | ID.6 X                         | ID.6 X                         |
| ---------------------------------------- | ------------------------------ | ------------------------------ | ------------------------------ | ------------------------------ | ------------------------------ | ------------------------------ |
| Годы производства                        | 07/2021 -                      | 07/2021 -                      | 07/2021 -                      | 06/2021 -                      | 06/2021 -                      | 06/2021 -                      |
| Тип мотора                               | 1× трёхфазный электродвигатель | 1× трёхфазный электродвигатель | 2× трёхфазных электродвигателя | 1× трёхфазный электродвигатель | 1× трёхфазный электродвигатель | 2× трёхфазных электродвигателя |
| Мощность, кВт                            | 132 (180 л. с.)                | 150 (204 л. с.)                | 230 (313 л. с.)                | 132 (180 л. с.)                | 150 (204 л. с.)                | 230 (313 л. с.)                |
| Крутящий момент, Н⋅м                     | 310                            | 310                            | 472                            | 310                            | 310                            | 472                            |
| Привод                                   | Задний привод                  | Задний привод                  | Полный привод                  | Задний привод                  | Задний привод                  | Полный привод                  |
| Разгон 0-100 км/ч, с                     | 9,3                            | 9,5                            | 6,7                            | 9,4                            | 9,1                            | 6,6                            |
| Максимальная скорость, км/ч              | 160                            | 160                            | 160                            | 160                            | 160                            | 160                            |
| Ёмкость батареи, полная / полезная кВт⋅ч | 62 / 58                        | 82 / 77                        | 82 / 77                        | 62 / 58                        | 82 / 77                        | 82 / 77                        |
| Запас хода, км (цикл NEDC)               | 439                            | 565                            | 516                            | 436                            | 588                            | 510                            |

## Галерея
| - Volkswagen ID.6 X, вид сзади - Volkswagen ID.6 X, вид сбоку - Volkswagen ID.6 Crozz - Volkswagen ID.6 Crozz, вид сзади |